# Xã Johnson, Quận Plymouth, Iowa
Xã Johnson (tiếng Anh: Johnson Township) là một xã thuộc quận Plymouth, tiểu bang Iowa, Hoa Kỳ. Năm 2010, dân số của xã này là 244 người.